# Paul Landenberger

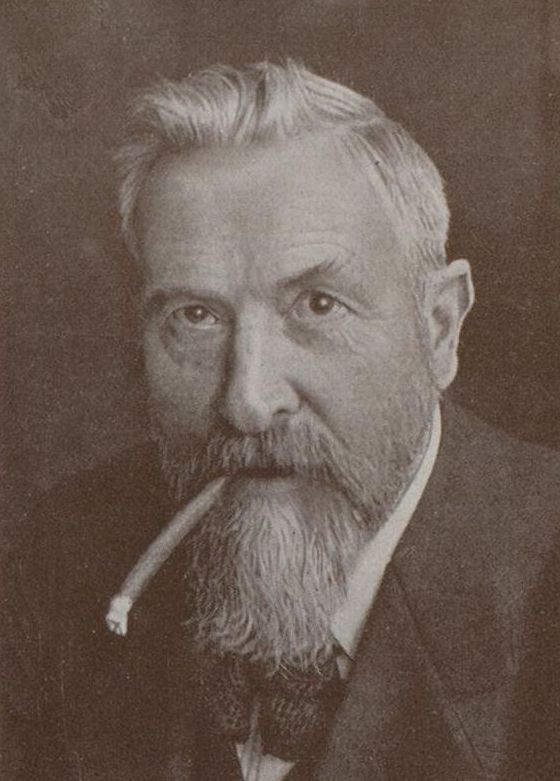
Paul Landenberger, um 1926

Paul Landenberger (* 28. Dezember 1848 in Ebingen (Albstadt); † 28. Dezember 1939 in Schramberg) war ein Uhrenfabrikant. 

## Leben
Seine Eltern waren der Kaufmann Jacob Landenberger (1821–1896) und Anna Maria Friederike (* 1824), eine Tochter des Wilhelm Christian Gunßer aus Flözlingen. Sein Großvater war der Bäcker und Bierwirt Johann Martin Landenberger. 
Paul Landenberger lernte Kaufmann, kam 1869 nach Schramberg und begann als kaufmännischer Angestellter bei der Uhrenfabrik von Erhard Junghans († 1870), die zu der Zeit mit ca. 70 Arbeitern Uhren mit Amerikanerwerken baute. Er stieg schnell zum Prokurist auf. 
Nach Junghans Tod heiratete er 1872 dessen Tochter Frida. Da seinem Wunsch, Teilhaber in der Firma Junghans zu werden, von der Schwiegermutter nach langen Vertragsverhandlungen nicht entsprochen wurde, schied er 1875 wieder aus. 
Mit geliehenem Kapital gründete er dann gemeinsam mit dem Holzhändler und Kaufmann Philipp Lang aus St. Johann, Kreis Saarbrücken, unter dem Namen Landenberger & Lang eine eigene Großuhrenfabrik. 
Sein Hauptkapitalgeber forderte jedoch schon 1882 sein Geld zurück, was die junge Firma fast in den Konkurs stürzte. Hinzu kam, dass Arthur Junghans, der die Firma übernehmen wollte, Forderungen aufkaufte, so dass Landenberger die Firma nur unter größten Anstrengung erhalten konnte. Mit seinem wichtigsten Geldgeber, der Handelsfirma Deurer & Kaufmann in Hamburg, schloss er 1883 einen Vergleich und wandelte die Firma in eine AG um. Aus dieser Verbindung stammt der Name Hamburg-Amerikanische Uhrenfabrik, deren Firmensitz aus steuerlichen Gründen bis 1901 in Hamburg lag. Im Vorstand stand ihm Adolf Halbfaß aus Leipzig bis März 1887 zur Seite, der danach im heimatlichen Regis-Breitingen die Vereinigte Flanschenfabriken und Stanzwerke AG übernahm.

## Belege
1. ↑   Hans-Heinrich Schmid: Lexikon der Deutschen Uhrenindustrie
2. ↑   90 Jahre Marktbrunnen in Regis-Breitingen (Memento vom 27. April 2016 im Internet Archive)

| Personendaten    | Personendaten            |
| ---------------- | ------------------------ |
| NAME             | Landenberger, Paul       |
| KURZBESCHREIBUNG | deutscher Uhrenfabrikant |
| GEBURTSDATUM     | 28. Dezember 1848        |
| GEBURTSORT       | Ebingen (Albstadt)       |
| STERBEDATUM      | 28. Dezember 1939        |
| STERBEORT        | Schramberg               |